# Javor Janakiev
Javor Janakiev, född den 3 juni 1985 i Stara Zagora, Bulgarien, är en bulgarisk brottare som tog OS-brons i welterviktsbrottning i fristilsklassen 2008 i Peking.